# Lexxi Tyler
Lexxi Tyler (Beaverton, 16 maggio 1983) è un'ex attrice pornografica statunitense.

## Biografia e carriera pornografica
La sua prima apparizione risale al 2003, nel film Real XXX Letters 3. In seguito ha interpretato parti in film di major del settore come la Vivid Entertainment, la Wicked Pictures e la Digital Playground.
La rivista per adulti Penthouse l'ha nominata Pet of the Month per il numero di maggio 2009.

## Vita privata
Tyler si è sposata con il campione di arti marziali miste Rob McCullough. La coppia ha avuto un figlio a marzo 2010.

## Riconoscimenti
- AVN Awards
  - 2008 – Best All-Girl Sex Scene (video) per Babysitters con Alektra Blue, Sophia Santi, Angie Savage e Sammie Rhodes[6]
  - 2009 – Best All-Girl Sex Scene (film) per Cheerleaders con Jesse Jane, Shay Jordan, Stoya, Adrianna Lynn, Brianna Love, Lexxi Tyler, Memphis Monroe e Priya Rai[7]

## Filmografia
- Boobs Of Hazzard 1 (2005)
- Camera Girl's POV (2005)
- Country Style (2005)
- Girlvana 1 (2005)
- Sex On The Hour (2005)
- Strap it On 3 (2005)
- Torn (2005)
- Addicted 1 (2006)
- Chanel No. 1 (2006)
- Grudge Fuck 5 (2006)
- Hook-ups 11 (2006)
- Miss Strap-On (2006)
- Peek: Diary of a Voyeur (2006)
- Scandalous (2006)
- All Girl Fantasies (2007)
- Babysitters (2007)
- Girls Banging Girls 1 (2007)
- Girls Will Be Girls 2 (2007)
- Jack's Playground 35 (2007)
- MILF Next Door 1 (II) (2007)
- Muff Bumpers 5 (2007)
- Sophia Santi: Juice (2007)
- Bree and Sasha (2008)
- Cheerleaders (2008)
- Cockstar (2008)
- Cry Wolf (2008)
- Dating 101 (2008)
- Domination (2008)
- Flying Solo (2008)
- Girls Hunting Girls 18 (2008)
- Housewives Hunting Housewives (2008)
- No Man's Land 44 (2008)
- Solostravaganza 3 (2008)
- Top-Heavy Teasers (2008)
- Woman's Orgasm 1 (2008)
- Booby Trap (2009)
- Busty Slut Expo (2009)
- Celebrity Pornhab With Dr. Screw (2009)
- Lesbian Teen Hunter 2 (2009)
- Department S 3 (2010)
- Seven Deadly Sins (2010)
- Wife Switch 14 (2011)
- Lisa Ann Lesbian Milf Adventures: Mommy Needs Pussy Too (2012)